# Wiesenstärling
Der Wiesenstärling (Sturnella neglecta), oder Westliche Lerchenstärling, ist ein nordamerikanischer Singvogel aus der Familie der Stärlinge (Icteridae).

## Merkmale
Der 25 cm lange Wiesenstärling ist oberseits graubraun und schwarz gestreift und unterseits gelb gefärbt mit weißen Flanken. Weitere Kennzeichen sind ein dunkler Augenstreif und ein schwarzes v-förmiges Brustband.
Vom sehr ähnlichen Östlichen Lerchenstärling lässt er sich am besten durch den komplexeren Gesang unterscheiden. Es handelt sich um eine deutlich akzentuierte, flötende Reihe, die beispielsweise als sliep lu lidi lidijuvi beschrieben werden kann. Er wird oft von erhöhten Singwarten aus vorgetragen. Zudem gibt es eine schnellere, aufgeregt klingende Variante, die aus dem Flug heraus vorgebracht wird.

## Vorkommen
Der  Wiesenstärling lebt in Wiesen, Äckern und Straßenböschungen in Südkanada und weiten Teilen der USA, jedoch nur selten im Osten. Zum Überwintern zieht er bis nach Zentral-Mexiko.

Vorkommen:

## Verhalten
Der Vogel sucht in kleinen Trupps am Boden nach Wirbellosen, Beeren und Samen, während Einzeltiere oft an Aussichtspunkten sitzen.

## Fortpflanzung
Der Wiesenstärling  baut in dichter Vegetation am Boden ein schalenförmiges Nest mit kuppelförmigen Dach. Drei bis sieben Eier werden etwa zwei Wochen vom Weibchen ausgebrütet. Das Männchen verteidigt das Revier und hilft später gelegentlich bei der Fütterung der Jungen.  Häufig hat das Männchen auch zwei Partnerinnen zur gleichen Zeit.

## Sonstiges
Der  Wiesenstärling ist der Staatsvogel von Kansas, Montana, Nebraska, North Dakota, Oregon und Wyoming.